# Полверара (Ла Специја)
Полверара је насеље у Италији у округу Ла Специја, региону Лигурија.
Према процени из 2011. у насељу је живело 296 становника. Насеље се налази на надморској висини од 405 м.